# Vankomycin
Vankomycin (INN) je glykopeptidové antibiotikum používané při profylaxi a léčbě infekcí způsobovaných grampozitivními bakteriemi. Je tradičně vyhrazen jako lék „poslední instance“, používá se jen v případech, kdy léčba jinými antibiotiky selhala; nárůst rezistence mikroorganismů proti vankomycinu však znamená, že je v této roli postupně nahrazován linezolidem a daptomycinem.

## Farmakologické a chemické vlastnosti
Vankomycin patří mezi tricyklické glykosylované neribozomální peptidy produkované fermentací u bakterií Amycolatopsis orientalis (dříve Nocardia orientalis) patřící mezi Actinobacteria.
Vankomycin účinkuje inhibicí správné syntézy buněčné stěny grampozitivních bakterií. Inhibovaný mechanismus a různé faktory související se vstupem do vnější membrány grampozitivních organismů znamenají, že vankomycin není účinný proti gramnegativním bakteriím (kromě některých negonokokových druhů Neisseria).
Vankomycin specificky brání zabudovávání peptidových podjednotek kyseliny N-acetylmuramové (NAM)- a N-acetylglucosaminu (NAG)- do peptidoglykanové matice, která tvoří hlavní strukturální součást buněčné stěny grampozitivních bakterií.
Velká hydrofilní molekula je schopna pomocí vodíkových vazeb tvořit interakce s terminálními D-alanyl-D-alaninovými částmi NAM/NAG-peptidů. Normálně se jedná o pětibodovou interakci. Tato vazba vankomycinu na D-Ala-D-Ala brání zabudování NAM/NAG-peptidových podjednotek do peptidoglykanové matice.
Vankomycin vykazuje atropizomerismus – má dva chemicky odlišné rotamery, vzhledem k rotačnímu omezení chlortyrosinového zbytku. Forma přítomná v léčivu je termodynamicky stabilnější konformer mající především silnější účinek.

## Indikace
Vankomycin je indikován pro léčbu závažných, život ohrožujících infekcí grampozitivními bakteriemi, které nereagují na jiná méně toxická antibiotika. Zejména by se vankomycin neměl používat pro léčbu meticilin-senzitivních infekcí zlatým stafylokokem, protože je horší než peniciliny, například nafcilin.
Nárůst výskytu vankomycin-rezistentních enterokoků vyústil ve vývoj pravidel pro používání tohoto antibiotika. Pravidla omezují použití vankomycinu na následující indikace:
- léčba závažných infekcí způsobených citlivými organismy rezistentními na peniciliny – meticilin-rezistentní Staphylococcus aureus (MRSA) a multirezistentní Staphylococcus epidermidis (MRSE) – anebo u osob s vážnou alergií na peniciliny
- pseudomembránová kolitida (relaps nebo pokud nereaguje na léčbu metronidazolem)
- léčba infekcí způsobených grampozitivními mikroorganismy u pacientů, kteří mají vážnou alergii na Bbeta-laktamová antibiotika
- antibakteriální profylaxe endokarditidy následující po některých procedurách u penicilin-hypersenzitivních osob při vysokém riziku
- chirurgická profylaxe u velkých procedur zahrnující implantaci protézy v zařízeních s vysokým výskytem MRSA nebo MRSE